# Вирино (Вологодская область)
Вирино (вепс. Virahtan) — деревня в Бабаевском районе Вологодской области.
Входит в состав Вепсского национального сельского поселения (с 1 января 2006 года по 13 апреля 2009 года входила в Куйское национальное вепсское сельское поселение), с точки зрения административно-территориального деления — в Куйский национальный вепсский сельсовет.
Расстояние до районного центра Бабаево по автодороге — 127 км, до центра муниципального образования деревни Тимошино — 36 км. Ближайшие населённые пункты — Марково, Панкратово, Пустошка.
По переписи 2002 года население — 11 человек (русские — 3, вепсы — 8).